# 萬歲登封
萬歲登封（696年腊月—三月）是武則天的第七個年号。

## 建年號
- 天冊萬歲二年臘月十一甲申（696年1月20日）[註 1]，改元萬歲登封。[2][3][4]
- 萬歲登封元年三月十六丁巳（696年4月22日），改元萬歲通天。[5][6][7]

## 纪年
| 萬歲登封 | 元年  |
| -------- | ----- |
| 公元     | 696年 |
| 干支     | 丙申  |

## 參看
- 中國年號索引

### 註解
1. ↑  武则天永昌元年十一月改周历子正，以十一月为年首。该月改為載初元年正月，十二月為臘月，正月為一月。故萬歲登封年号未跨年。

## 深入閱讀
- 李崇智. . 北京: 中華書局. 2004年12月. ISBN 7101025129.
- 鄧洪波.  (pdf). 臺北: 國立臺灣大學東亞經典與文化研究計劃. 2005年3月  [2022-01-03]. ISBN 9789860005189. （原始内容存档于2007-08-25）.

| 前一年號： 天冊萬歲 | 武周年号 696年 | 下一年號： 萬歲通天 |